# Laagpakket van Goudsberg

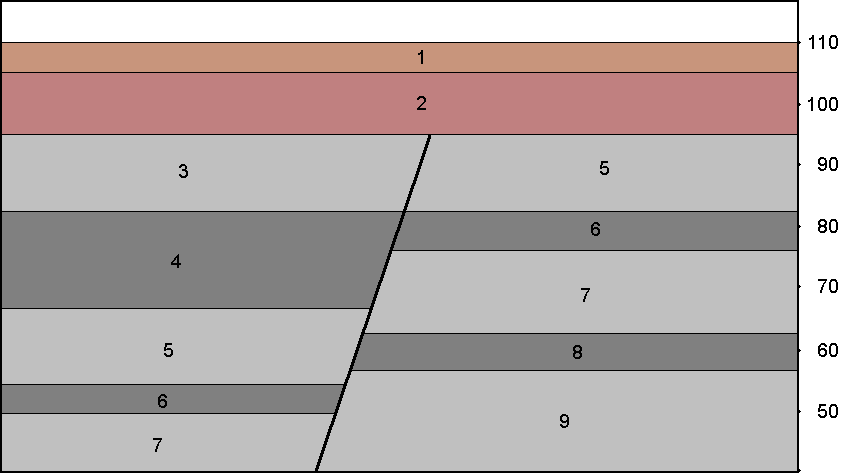
De Geullebreuk in de bodem van het Bunderbos met verschillende laagpakketten:
1. löss (Laagpakket van Schimmert)
2. Maasgrind (Formatie van Beegden)
3. Laagpakket van Kakert
4. Laagpakket van Boom
5. Laagpakket van Waterval
6. Laagpakket van Kleine-Spouwen
7. Laagpakket van Berg
8. Laagpakket van Goudsberg
9. Laagpakket van Klimmen

Het Laagpakket van Goudsberg, ook bekend als de Afzettingen van Goudsberg of Cerithiumklei, is een afzetting uit de Formatie van Tongeren in de Midden-Noordzee Groep. Het laagpakket werd in een lagunair milieu afgezet in het vroege Rupelien in het Oligoceen.
Het laagpakket is vernoemd naar de Goudsberg bij Valkenburg.

## Geschiedenis
Tijdens het vroege Rupelien bevond zich hier een Lagune waarin een pakket zand en klei werd afgezet.

## Gebied
Het Laagpakket van Goudsberg is afgezet in de noordelijke helft van Nederlands Zuid-Limburg en aangrenzend België en Duitsland. Aan of dicht onder de oppervlakte komen deze afzettingen voor tussen Heerlen en Klimmen en in de noordelijke dalwand van het Geuldal tussen Schin op Geul en Meerssen. Een voorbeeld hiervan is in de bodem van het Vliekerbos. In het Bunderbos is het laagpakket op verschillende dieptes aanwezig als gevolg van de Geullebreuk (breuk met verzet), waardoor het laagpakket ten zuiden van de breuk op ongeveer 50 meter diep onder het oppervlak ligt en ten noorden van de breuk nog eens tientallen meters dieper.
In Zuid-Limburg is, voor zo ver als bekend, deze klei, in de 20e eeuw niet meer in exploitatie geweest. In het gebied tussen Schin op Geul en Meerssen bevinden zich in de noordelijke dalhelling van de Geul, op meerdere plaatsen sporen van vervallen kleigroeven. Voor een deel zijn deze mogelijk van Romeinse oorsprong. Bij Elzet is aardewerk uit de ijzertijd aangetroffen dat gemaakt is van klei uit deze afzettingen. In het aardewerk zijn onder andere afdrukken gevonden van "Cerithiumschelpjes" die kenmerkend zijn voor deze klei.

## Afzettingen
Het Laagpakket van Goudsberg bestaat uit een dik pakket grijze, blauwgrijze tot groengrijze klei. De klei heeft een variabele samenstelling en kan dunne inschakelingen van kalkhoudende klei, bruinkoollagen en kleiige zanden bevatten. Aan de top van het laagpakket bevindt zich vaak een laag bestaande uit afgeronde vuursteenkeien en soms ook gips- en of kleine pyrietkristallen. In het kleipakket komen vaak schelpen voor, doorgaans van het geslacht Cerithium, waardoor de kleilaag ook aangeduid wordt als Cerithiumklei.